# Styelidae
Styelidae — rodzina żachw z rzędu Pleurogona, podrzędu Stolidobranchia.
Do rodzina zalicza się następujące rodzaje:
- Alloeocarpa Michaelsen, 1900
- Botrylloides Milne-Edwards, 1841
- Botryllus Gaertner, 1774
- Cnemidocarpa Huntsman, 1912
- Dendrodoa Macleay, 1824
- Dicarpa Millar, 1955
- Distomus Gaertner, 1774
- Gynandrocarpa Michaelsen, 1900 - jedynym przedstawicielem jest Gynandrocarpa placenta
- Kuekenthalis - jedynym przedstawicielem jest Kuekenthalis borealis
- Metandrocarpa Michaelsen, 1904
- Pelonaia Goodsir and Forbes, 1841 - jedynym przedstawicielem jest Pelonaia corrugata
- Phallusia Savigny, 1816
- Polyandrocarpa Michaelsen, 1904
- Polycarpa Heller, 1877
- Polyzoa Lesson, 1830
- Protostyela Millar, 1954
- Stolonica Lacaze-Duthiers & Délage, 1892
- Styela Fleming, 1822
- Symplegma Herdman, 1886 - jedynym przedstawicielem jest Symplegma viride